# Санел Мукановић
Санел Мукановић (Тузла, 5. новембар 1983) је српски кошаркаш. Игра на позицији бека.

## Каријера
Мукановић је почео да тренира кошарку у Лесковцу. Играо је за најуспешији клуб у Лесковцу, Здравље. Остао је тамо до 2003, када се сели у Јагодину, где потписује за истоимени клуб. Након једне сезоне се враћа у Здравље, где је провео још једну годину. Затим прелази у Прокупље где игра две сезоне. Након Прокупља, сели се у Косјерић и то у Црнокосу. Ту проводи пет сезона, од 2008. до 2013. након чега потписује за Пирот, у коме је био један од најзначајнијих играча. У сезони 2015/16. поново наступа за Здравље. У сезони 2016/17. игра за Златибор из Чајетине, где је био један од најзаслужнијих играча за улазак Златибора у КЛС.